# Amalia von Schintling

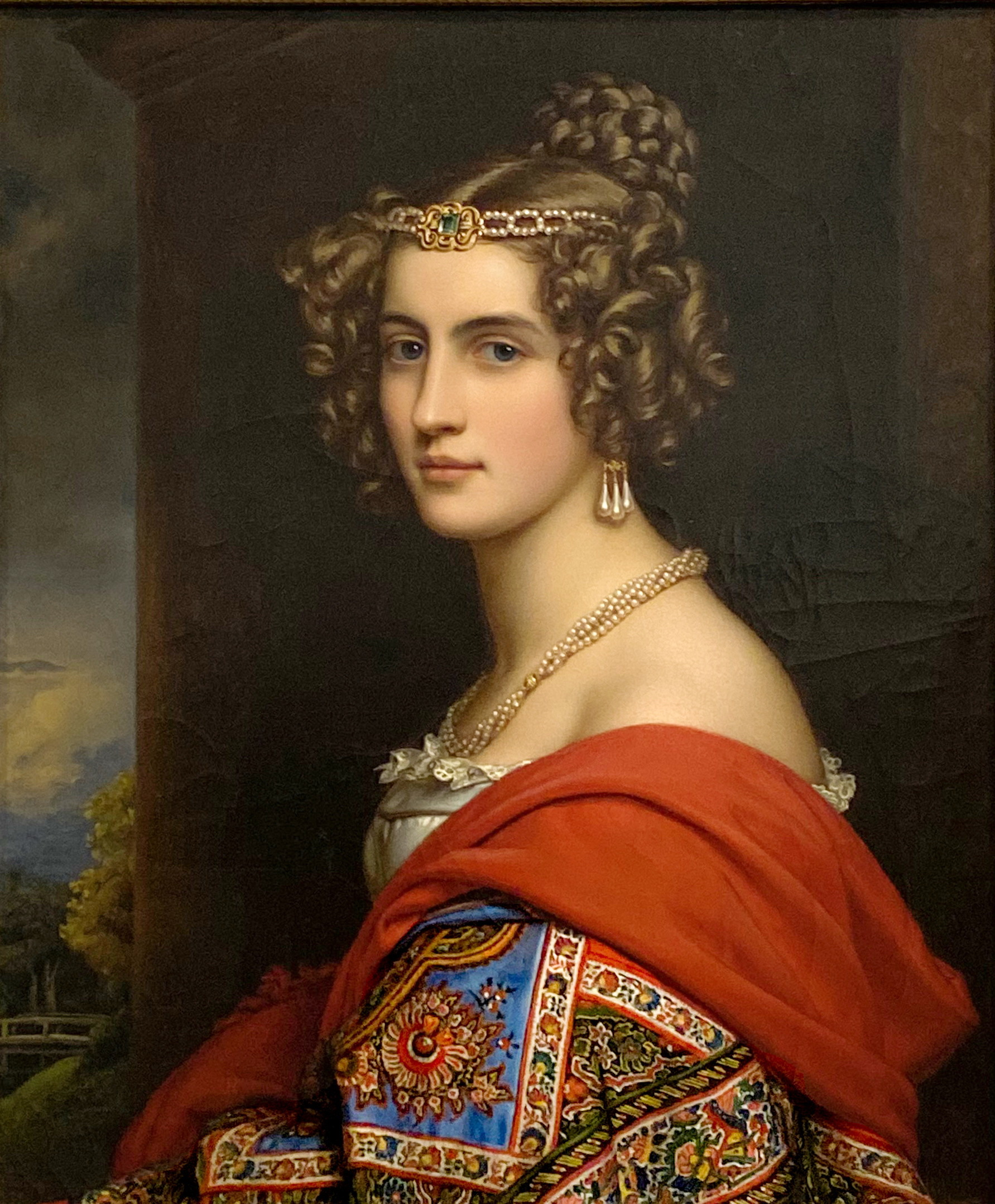
Joseph Karl Stieler: Amalia von Schintling (1831)

Amalia von Schintling, in manchen Quellen auch Amalie von Schintling (* 9. August 1812 in München; † 22. Dezember 1831 ebenda), war eine deutsche Frau und bayerische Schönheit des 19. Jahrhunderts. Bekanntheit erlangte sie durch ihr Bildnis in der Schönheitengalerie in Schloss Nymphenburg.

## Leben
Amalia von Schintling (deren Vorname in einigen Quellen auch als Amalie angegeben wird) war die Tochter des dem Generalquartiermeisterstab angehörigen Majors Lorenz von Schintling und seiner Frau Theresia, Freiin von Hacke. Die Darstellung Amalia von Schintlings in der Schönheitengalerie wurde von ihrem Vater genehmigt, geschah jedoch gegen den Willen ihres Verlobten Fritz von Schintling. Schintling, der Amalias Vetter war, hätte sich aus „arg übertriebenem Ehrgefühl“ dagegen gesträubt, seine zukünftige Braut für die Galerie porträtieren zu lassen.
Noch vor der geplanten Hochzeit mit Fritz von Schintling und nur kurze Zeit nach der Entstehung des Porträts in der Schönheitengalerie erkrankte Amalia von Schintling an Tuberkulose und erlag der Krankheit am 22. Dezember 1831 im Alter von nur 19 Jahren in ihrer Heimatstadt München.

## Das Porträt
Das von Joseph Karl Stieler in Öl gemalte Porträt der Amalia von Schintling entstand 1831 und misst 72 × 58,5 cm. Es handelt sich um das zwölfte der insgesamt 38 Porträtmalereien, die für die Schönheitengalerie im Schloss Nymphenburg in Auftrag gegeben wurden.